# Fort Leavenworth
O Fort Leavenworth War School é o posto militar do Exército americano ativo, e mais antigo, a oeste do Rio Mississippi nos Estados Unidos.
Com mais de 170 anos de serviço, participou da expansão do país para o oeste. O forte ficava no caminho de passagem para milhares de soldados, agrimensores, imigrantes, índios americanos, pastores e colonos, durante a colonização.
O Coronel Henry Leavenworth, oficiais e homens do Terceiro Regimento de Infantaria construíram e fundaram Leavenworth em 1827. No início os soldados do Forte protegeram as mercadorias e toda a sorte de produtos para Santa Fé, Oregon e outros caminhos para a maioria dos fortes, postos avançados e acampamentos militares para Oeste, alguns até o Oceano Pacífico.
Durante três décadas após a Guerra Civil Americana, a missão do chefe do Exército era o controle das tribos indígenas americanas nas planícies Ocidentais. Entre 1865 e 1891, o Forte teve mais de 1,000 combates com os Apaches, Modoc, Cheyennes, Utes, Nez Perces, Comanches, Kiowas, Kickapoos e outras tribos, vencendo a todos, e dominando os inimigos. Em 1875 foi iniciado o ensino Superior Militar no Forte. Em 1881, Gen. William T. Sherman estabeleceu a Escola de Aplicada para a Cavalaria e Infantaria, que evoluiu no Army Command and General Staff College.
Foi na Primeira Guerra Mundial a avaliação do impacto da escola de Sherman nas arte da guerra. Os Oficiais diplomados Expedicionários superaram as expectativas durante a guerra, exercendo de forma espetacular as lições aprendidas no Forte. Nos anos entre as duas Grandes Guerras mundiais, foram diplomados oficiais como o Dwight D. Eisenhower, Omar N. Bradley e George S. Patton.
Durante a Segunda Guerra Mundial, 19.000 oficiais completaram vários cursos em Forte Leavenworth. Ao final de 1943, chefes e pessoal de infantaria, e divisões de cavalaria de diversos países estudaram e se formaram na Escola de Guerra, Estudos Militares Avançados e a Escola para Preparação de Comando do Forte Leavenworth.
O local foi designado, em 15 de outubro de 1966, um distrito do Registro Nacional de Lugares Históricos bem como, em 19 de dezembro de 1960, um Marco Histórico Nacional.